# Йоль
Йоль (др.-сканд. jól, др.-англ. ġéol) — праздник середины зимы у исторических германских народов, который был включён в Рождество в результате их христианизации. У неоязычников и виккан — день зимнего солнцестояния, один из шабашей Колеса года. Исследователи связывают изначальное празднование Йоля с Дикой охотой, богом Одином и древнеанглийским праздником Модранит.
Термин Йоль и родственные ему слова по-прежнему используются в английском и скандинавских языках, а также в финском и эстонском языках для описания Рождества и связанных с ним зимних праздников. Некоторые рождественские обычаи и традиции Нового времени, такие как святочное полено и рождественский козёл, могут иметь связь с более древними языческими традициями Йоля.

## Происхождение слова
Современное английское существительное Yule происходит от др.-англ. ġēol, geoh(h)ol, geh(h)ol, geóla, иногда во множественном числе. Древнеанглийские слова ġēol/ġēohol и ġēola/ġēoli обозначают 12-дневный праздник Yule (Рождественский сочельник и Святки), ǣrra ġēola относится к периоду до праздника (декабрь), а æftera ġēola — к периоду после (январь). Оба слова родственны готскому гот. 𐌾𐌹𐌿𐌻𐌴𐌹𐍃 (jiuleis); древнескандинавскому, исландскому, фарерскому и норвежскому нюнорску jól, jol, ýlir; датский, шведский и норвежский букмол jul, и, как полагают, произошли от прагерм. *jehwlą-. Существовал ли этот термин вне германских языков, остаётся неясным, хотя были предприняты многочисленные спекулятивные попытки найти индоевропейские когнаты за пределами германской группы. Сложное существительное Yuletide («время Рождества») впервые засвидетельствовано около 1475 года.
Слово применяется в явно дохристианском контексте, прежде всего в древнескандинавском языке, где оно связано с древнескандинавскими божествами. Среди многих других имён бог Один носит имя Jólnir («Йольский»). В Ágrip, составленном в XII веке, jól интерпретируется как происходящее от одного из имен Одина, Jólnir, тесно связанного с древнескандинавским jólnar, поэтическим именем богов. В древнескандинавской поэзии это слово встречается как термин для обозначения «пира», например, hugins jól «пир ворона».
Считается, что древнефранцузское jolif (→ французское joli), которое было заимствовано в английский язык в XIV веке как jolly, само по себе заимствовано из др.-сканд. jól (со старофранцузским суффиксом -if; сравните древнефранцузское aisif «легкий», современное фр. festif = fest «пират» + -if), согласно «Краткому Оксфордскому словарю этимологии английского языка» и нескольким другим французским этимологическим словарям. Однако Оксфордский словарь английского языка считает такое объяснение для jolif маловероятным. Французское слово впервые упоминается в англо-нормандском труде Estoire des Engleis («История английского народа»), написанном Джеффри Геймаром между 1136 и 1140 годами.

## История
Йоль засвидетельствован в ранней истории германских народов; в календаре на готском языке V–VI вв. н. э. он появляется в названии месяца fruma jiuleis, а в VIII в. английский историк Беда Достопочтенный писал, что англосаксонский календарь включал месяцы geola или giuli, соответствующие либо современному декабрю, либо декабрю и январю.
Хотя древнескандинавское название месяца ýlir также засвидетельствовано, древнескандинавский корпус также содержит многочисленные ссылки на событие по древнескандинавской форме имени jól. В главе 55 книги «Язык поэзии» Младшей Эдды приводятся разные имена богов; одно из них — «Йольские существа» (др.-сканд. jólnar). Затем цитируется скальд Эйвинд Погубитель Скальдов, который использует этот термин: «Мы снова создали пир Йольских существ [мёд поэзии], хвалебную речь наших правителей, как мост из каменной кладки». Кроме того, одно из многочисленных имен Одина — Йольнир, что относится к этому событию.
«Песнь о Хельги, сыне Хьёрварда» и «Сага о Хервёр» содержат описания обычая heitstrenging. В этих источниках традиция имеет место в Йольский вечер и заключается в том, что люди возлагают руки на свинью, называемую sonargöltr, перед тем как принести торжественные клятвы. В последнем тексте некоторые рукописи прямо упоминают свинью как святую, что она была посвящена Фрейру и что после принесения клятвы ее приносили в жертву.
«Сага о Хаконе Добром» приписывает королю Норвегии Хакону I, правившему с 934 по 961 год, христианизацию Норвегии, а также перенос Йоля с середины зимы на время христианских праздников в честь Рождества Христова (25 декабря):

Хакон конунг был хорошим христианином, когда он приехал в Норвегию. Но так как вся страна была тогда языческой, и жертвоприношения — в обычае, а в стране было много влиятельных людей, в поддержке которых, как и в любви всего народа, он очень нуждался, он решил скрывать свое христианство. Однако он соблюдал воскресенья и постился по пятницам. Он сделал законом, что йоль должен был начинаться в то же время, что и христианское рождество. Каждый должен был тогда варить пиво из меры зерна под страхом денежного взыскания и праздновать, пока хватает пива. А раньше йоль начинался в ночь на середину зимы и продолжался три дня.— Сага о Хаконе Добром, XIII

## Традиции
Йоль — праздник середины зимы. В честь самой длинной ночи в году проводился большой праздник, так как средневековые германцы ожидали возрождения Короля Дуба, Солнечного Короля, Дарующего Жизнь, который согревал замёрзшую землю и пробуждал жизнь в семенах, хранившихся в её лоне всю долгую зиму. На полях разжигали костры, а урожай и деревья благословляли, распивая пряный сидр.
Дети ходили из дома в дом с подарками в виде яблок с гвоздикой, которые лежали в корзинах из ветвей вечнозелёных растений и стеблей пшеницы, посыпанных мукой. Яблоки представляли солнце, ветви символизировали бессмертие, стебли пшеницы изображали урожай, а мука означала успех, свет и жизнь. Падуб, омела и плющ были украшением не только снаружи, но и внутри домов, чтобы пригласить природных духов принять участие в празднике. Ветку падуба хранили около двери весь год как постоянное приглашение счастливой судьбе посетить обитателей дома.
По традиции, проводились пение языческого гимна, благословение деревьев, сожжение йольского полена, украшение йольского дерева, обмен подарками, поцелуи под омелой. Традиция подавать рождественскую ветчину восходит к языческому обычаю клятвы на голове дикого кабана. Считалось, что такая клятва доходит до самого Фрейра, бога плодородия, священным животным которого был дикий кабан Гуллинбурсти.
В Исландии верят в йольского кота, питомца великанши-людоедки Грилы. Его представляли с огненными глазами, огромным, размером с быка и с таким же аппетитом. С наступлением праздника йольский кот заглядывает к непослушным детям, лентяям и тем, кто не подготовился к празднованию. Обычно он съедает весь праздничный ужин, а если он не окажется вкусным, кот полакомится детьми, живущими в доме. Также верили, что если не надеть на Йоль новую шерстяную одежду, кот съест ленивца. Поэтому на Йоль полагается надевать новое.

## Символика
Символика Йоля — йольское полено или маленькое йольское полено с тремя свечами, вечнозелёные сучья и прутья, падуб, плющ, повешенный на двери, золотые свечи, корзины с фруктами, украшенными почками гвоздики, кипящий котелок с элем, молочай, рождественский кактус.
Церемониальному йольскому полену отводилось главное место в празднике. В соответствии с традицией полено должно быть взято с земли владельца дома или принято в подарок, но ни в коем случае не куплено. Принесённое в дом и установленное в камине, оно украшалось сезонной зеленью, поливалось сидром или элем и посыпалось мукой. Полено горело всю ночь (его поджигали от кусочка дерева прошлогоднего полена, которое специально сохранялось), затем тлело следующие 12 дней, а после церемониально вынималось. Ясень — традиционное дерево для йольского полена. Это священное дерево тевтонцев, ассоциируемое с мифическим древом Иггдрасиль.
Йольский светильник является древним символом Йоля. Он был повторно введен в обиход неоязычниками в начале XX века, после того как была опубликована фотография обнаруженного в XVI веке образца. Самый старый из найденных башенных светильников из обожженной глины датируется эпохой Великого переселения народов.